# Néstor Combin
Néstor Combin (29 de desembre de 1939) és un exfutbolista francès.

## Selecció de França
Va formar part de l'equip francès a la Copa del Món de 1966. En un partit de la Copa Internacional davant el club argentí Estudiantes el 1969, fou colpejat agressivament pels seus rivals.

## Referències

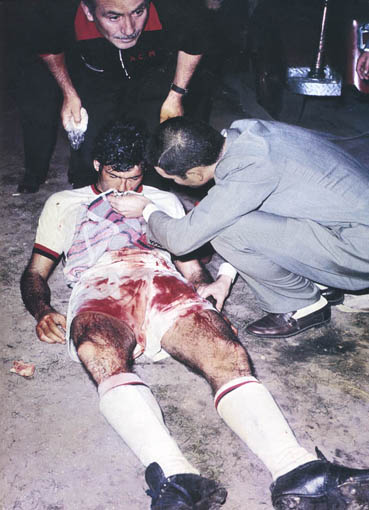
Combín amb l'AC Milan, després de ser copejat durant el segon partit de la Copa Intercontinental de 1969 contra Estudiants de la Plata.

## Palmarès
Olympique Lyonnais
- Coupe de France: 1964

Juventus F.C.
- Coppa Italia: 1964–65

Torino F.C.
- Coppa Italia: 1967–68

A.C. Milan
- Copa Intercontinental: 1969